# アエブティウス氏族
アエブティウス氏族 (ラテン語: Gens Aebutia) は、古代ローマの氏族のひとつ。紀元前5世紀にパトリキのヘルウァ家が興隆した。その後しばらく政務官が出なかったが、共和政後期になって復活した。

## メンバー

### ヘルウァ家
- ティトゥス
  - ティトゥス・アエブティウス・ヘルウァ： 紀元前499年の執政官[1]
    - ルキウス・アエブティウス・ヘルウァ： 紀元前463年の執政官[2]
- マルクス・アエブティウス・ヘルウァ： 紀元前442年のアルデア植民三人官の一人[3]
- ポストゥミウス・アエブティウス・ヘルウァ・コルニケン： 紀元前442年の執政官[3]
- マルクス・アエブティウス・ヘルウァ： 紀元前168年のプラエトル。シキリア担当[4]

### その他
- マルクス・アエブティウス： 紀元前178年のトリブヌス・ミリトゥム。アウルス・マンリウス・ウルソ (紀元前178年の執政官)の下イストリアで第二軍団から2つのマニプルスを指揮[5]

### プレブス系
- ティトゥス・アエブティウス・パッルス： 紀元前178年のプラエトル。サルディニア担当[6]
  - アエブティウス： パッルスの息子。元老院でサルディニアの状況を報告した[5]
- アエブティウス：紀元前125年頃のプラエトル[7]
- デキムス
  - デキムス・アエブティウス・コル（ニケン？）：恐らくグナエウス・ポンペイウス・ストラボの下アスクルムの戦い (紀元前89年)を戦ったトリブヌス・ミリトゥムの一人[8]